# Navigator solitar
Navigator solitar este denumirea operațiunii de a naviga cu o ambarcațiune cu o singură persoană la bord.

Drapel Unaone, adesea folosit de navigatorii solitari

## Istoric
Prima navigație în jurul lumii de către un marinar solitar, a avut loc în 1895-1898 de Joshua Slocum. Britanica Ann Davison a fost prima femeie care cu o ambarcațiune a trecut Atlanticul în 1952/1953. Englezul Robin Knox-Johnston a condus pentru prima dată în 1968-1969 o circumnavigare a lumii, fără să intre într-un port. Prima navigatoare solitară care a circumnavigat non-stop globul a fost australiana Kay Cottee în 1988, care a navigat în jurul lumii plecând cu iahtul ei First Lady de 11 metri, din suburbia Watsons Bay al orașului Sydney și s-a întors în 187 de zile în Sydney.
Numărul de circumnavigări ale navigatorilor solitari este acum probabil de câteva sute, nicio instituție neținând o evidență a unor astfel de călătorii. Navigația solitară în jurul globului a cunoscut un adevărat avânt prin dezvoltarea unor sisteme mecanice de pilot automat în anii 1970.

## Navigatori solitari
Cei mai renumiți astfel de navigatori sunt:
- Francis Chichester
- Donald Crowhurst
- Wilfried Erdmann
- Maud Fontenoy
- Rollo Gebhard
- Wolfgang Hausner
- Hannes Lindemann
- Ellen MacArthur
- Hans Anton Maurenbrecher
- Jörgen Meyer
- Bernard Moitessier
- Burkhard Pieske
- Matt Rutherford a navigat cu o ambarcațiune Albin Vega nonstop prin Pasajul de nord-vest și în jurul ambelor continente americane.
- Joshua Slocum

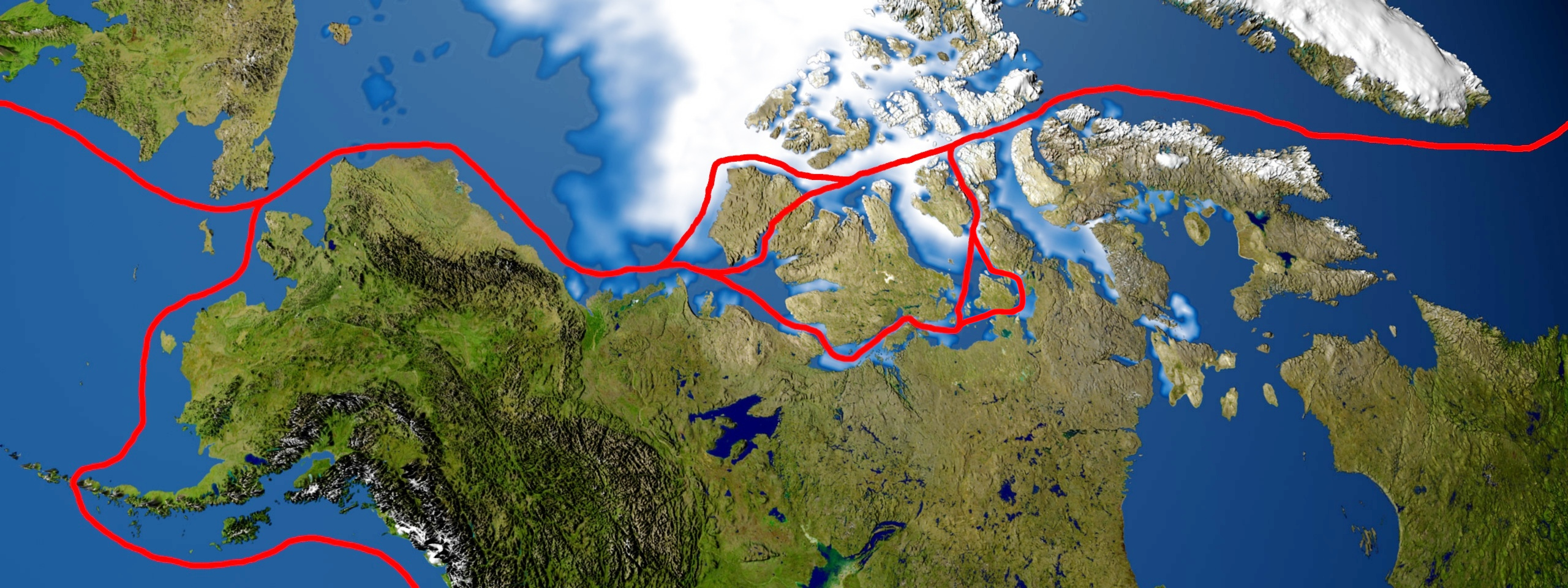
Pasajul de nord-vest

Între timp s-au creat clasamente pentru cele mai tinere persoane, cu un turneu în jurul lumii, finalizat. Următorii navigatori au deținut fiecare record de vârstă la sfârșitul circumnavigării (anul de circumnavigare și vârsta la finalul călătoriei):
- Robin Lee Graham (1970, 21 ani și 56 zile)
- Tania Aebi (1987, 21 ani)
- Brian Caldwell (1995, 20 ani și 285 zile)
- David Dicks (1996, 18 ani și 41 zile)
- Jesse Martin (1999, 18 ani)
- Zac Sunderland (2009, 17 ani și 230 zile)
- Michael Perham (2009, 17 ani și 164 zile)
- Jessica Watson (2009, 16 ani și 362 zile)
- Laura Dekker (2010/2011, 16 ani și 123 zile)

## Navigatori solitari în jurul lumii, nonstop împotriva vântului (de la est la vest)
- 1970 Sir Chay Blyth, Marea Britanie, în 292 zile
- 1994 Mike Golding, Marea Britanie, în 161 zile
- 2000 Philippe Monnet, Franța, în 151 zile
- 2001 Wilfried Erdmann, Germania, în 343 zile
- 2004 Jean-Luc van den Heede, Franța, în 122 zile (record!)
- 2006 Denise „Dee” Caffari, Marea Britanie, în 178 zile